# Tomáš Ambrůžek
Tomáš Ambrůžek (ur. 24 czerwca 1996) – czeski bokser, brązowy medalista Mistrzostw Czech 2014 w Pilźnie oraz srebrny medalista Mistrzostw Czech Juniorów 2014 w Chlumcu nad Cidlinou.